# Zara-Gestell

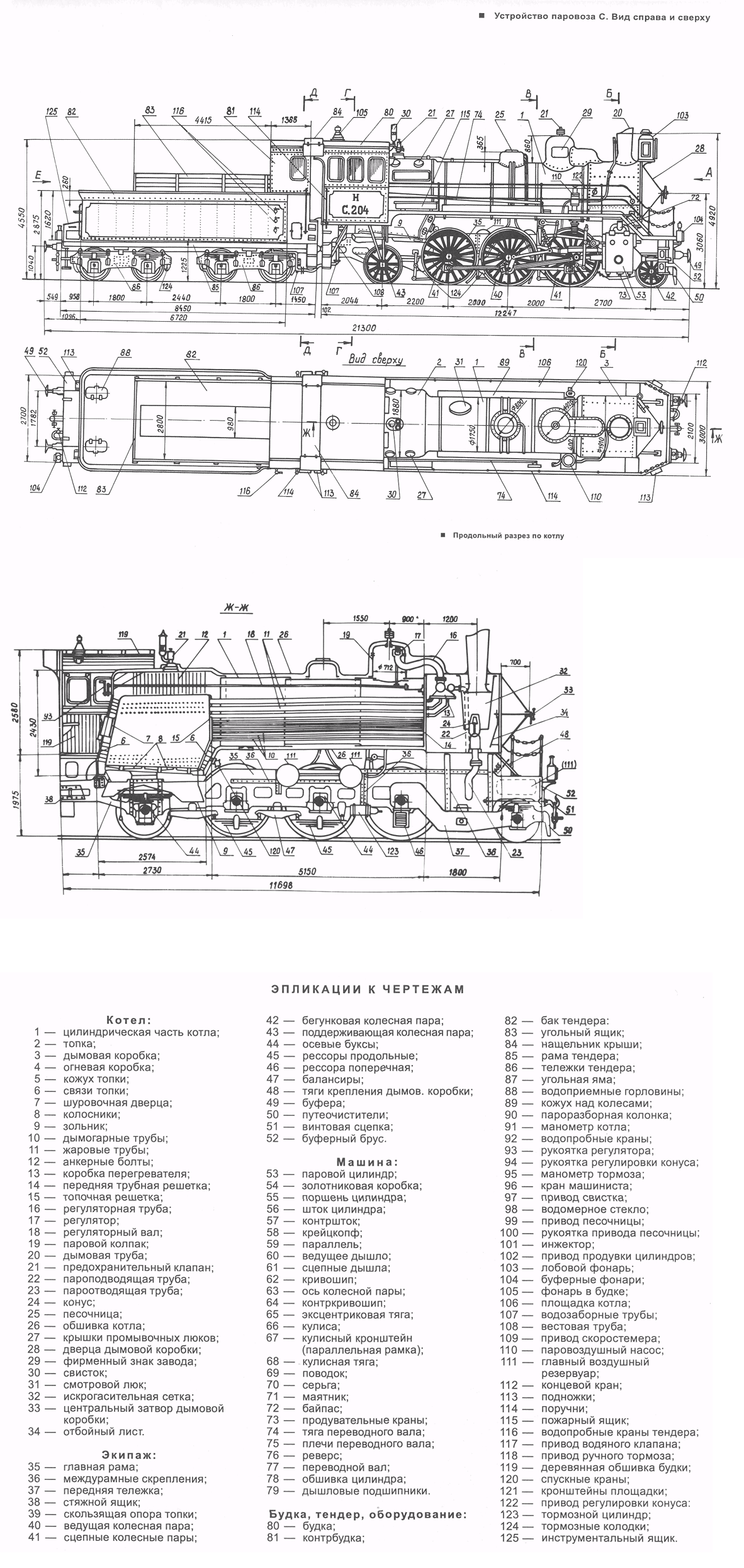
Skizzierte Darstellung des Zara-Gestelles bei der Russischen Baureihe С

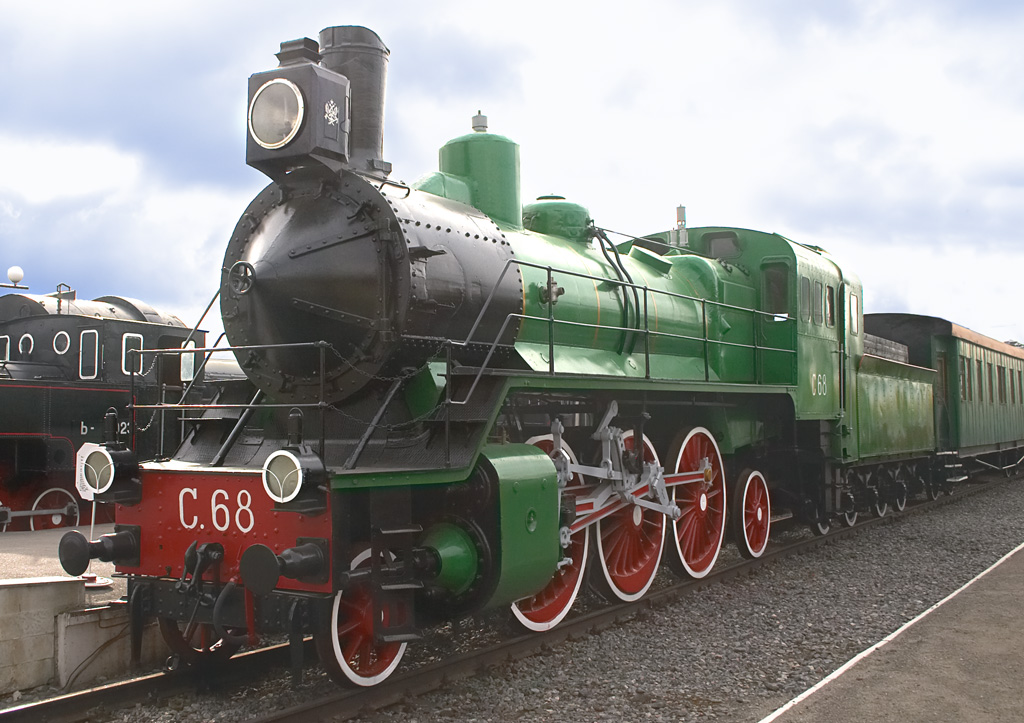
Russische Baureihe C mit vorderem Zara-Gestell

Das Zara-Gestell ist eine konstruktive Lösung zur Verbesserung der Laufeigenschaften von Lokomotiven mit führenden einzelnen Laufachsen. Vom Prinzip her ähnelt es dem Krauss-Helmholtz-Lenkgestell. Während bei diesem zwischen der führenden Laufachse und der ersten Kuppelachse eine Deichselverbindung besteht, hat das Zara-Gestell zwischen diesen beiden Achsen einen eigenen Rahmen. Dieser Rahmen stützt sich im vorderen Teil auf die Feder der Laufachse, im hinteren Teil auf die querliegende Feder des ersten Kuppelradsatzes ab. Diese Feder ist eine Blattfeder, die an den speziell ausgebildeten Achslagergehäusen des Kuppelradsatzes hängt. Der Hauptrahmen des Zara-Gestell ist im Drehpunkt abgestützt. Das bewirken lotrechte Pendel, die gemeinsam mit den Rückstellfedern die Rückstellung erreichen und dadurch die Laufruhe in der Geraden verbessern.
Entwickelt wurde das Zara-Gestell von Giuseppe Zara (1856–1915) und wurde 1904 erstmals ausgeführt. Es wurde auch als Zara-Krauß-Drehgestell bezeichnet. Zara wollte mit seinem als Beinamen carrello italiano geführten Lenkgestell die unabgefederten Massen verringern und einen ruhigeren Fahrzeuglauf erreichen.
Verbreitung fand das Zara-Gestell speziell dort, wo Schnellzuglokomotiven bei geringen Drehscheibendurchmessern eingesetzt werden sollten. Es wurde bei zahlreichen Schnellzuglokomotiven in Italien eingesetzt, zum Beispiel bei der FS 685. Auch in Belgien fand es Verbreitung. Bekannt sind außerdem die Russische Baureihe С sowie die ersten Drehstrom-Elektrolokomotiven durch den Simplontunnel.